# Herb gminy Rytwiany
Herb gminy Rytwiany – symbol gminy Rytwiany.

## Wygląd i symbolika
Herb przedstawia na tarczy w polu błękitnym złotą podkowę barkiem w dół, w jej środku złoty krzyż, natomiast nad tarczą wizerunek srebrnego jastrzębia ze złotymi dzwonkami u nóg, trzymającego w szponach powtórzone godło z tarczy. Jest to nawiązanie do herbu Jastrzębiec, którym posługiwali się właściciele Rytwian.